# Инюшово (Заринский район)
Инюшово — село в Заринском районе Алтайского края России. Входит в состав Новомоношкинского сельсовета.

## География
Село находится в северо-восточной части края, в пределах Бийско-Чумышской возвышенности, по берегу реки Черемшанка.
Климат
умеренный, континентальный. Средняя температура января составляет −17,7 °C, июля — +19,2 °C. Годовое количество атмосферных осадков — 450 мм.

## Население
| 1997 | 1998 | 1999 | 2000 | 2001 | 2002 | 2003 | 2004 | 2005 |
| ---- | ---- | ---- | ---- | ---- | ---- | ---- | ---- | ---- |
| 158  | ↗170 | ↗175 | ↘174 | ↗175 | ↘170 | ↘157 | ↘144 | ↘129 |
| 2006 | 2007 | 2008 | 2009 | 2010 | 2011 | 2012 | 2013 |      |
| ↘122 | ↘121 | ↘110 | ↘108 | ↘86  | ↗87  | ↘79  | ↘75  |      |

национальный состав
Согласно результатам переписи 2002 года, в национальной структуре населения русские составляли 99 %.

## Инфраструктура
Действовала «Инюшовская начальная общеобразовательная школа».

## Транспорт
Село доступно по автодороге межмуниципального значения «Новоманошкино — Инюшово» (идентификационный номер 01 ОП МЗ 01Н-1309).